# 淯溪镇
淯溪镇是中华人民共和国湖北省宜昌市当阳市下辖的一个镇。

## 行政区划
淯溪镇下辖以下村级行政区划单位：
淯溪河社区、月潭河社区、廖家垭村、同明村、前明村、水田湾村、红旗村、白石港村、春新村、马店村、八景坡村、龙井村、中山村、光明村、曹岗村、洪锦村、洪桥铺村、胜利村、联合村、绿林山村、脚东村、刘河村、勤丰村、林河村和九冲村。

## 交通
- 焦柳铁路：淯溪站